# Mala Prespa
Mala Prespa (grčki: Λίμνη Μικρή Πρέσπα, albanski: Liqeni i Prespës së vogël) je jezero na granici između Grčke i Albanije, koje leži južno od većeg Prespanskog jezera, od kojega ga dijeli samo mala prevlaka.

## Zemljopis
Mala Prespa leži u Prespanskoj kotlini pored grada Florine, većim dijelom se nalazi u Grčkoj (43,5 km²) a manjim u Albaniji (3,9 km²). Sliv jezera je 189 km², od toga je 138 km² u Grčkoj, te 51 km² u Albaniji. I Mala Prespa je dio Parka prirode Prespa, zajedno s većim Prespanskim jezerom. Park se prostire na 2.000 km² u tri države,  kojeg su zajednički osnovale vlade Makedonije Grčke i Albanije.
Mala Prespa leži na nadmorskoj visini od 853 m i okruženo je visokim planinama, veće sjeverno Prespansko jezero leži 4 metra niže (849 m). Jezero Mala Prespa ima površinu od 45,39 km², dugo je 10,6, i široko 6,6 km. Prosječna dubina jezera je 6,7 m, a maksimalna 7,7 m. Ljetna temperatura vode kreće se od 21°C do maksimalno 28°C., zimi se jezero često zaledi.
Na Maloj Prespi postoje dva otoka Agios Achilleios (sv. Ahilej) i Vidronisi. Na otoku Agios Achillios je car Samuilo u 10. stoljeću podigao utvrdu i crkvu sv.Ahileja iz Larise. Ostatci crkve koja je dograđivana u kasnijim vremenima vidljivi su i danas.

## Hidrološke svojebnosti
Jezero dobiva vode od nekoliko vodotoka, najveći je Paliorema ili Agios Germanos (Stara reka) koji je 1936. skrenuta prema Prespanskom jezeru. Nakon toga prokopan je kanal s ustavom, koji povezuje dva jezera. Kad je 1953. isušeno jezero Malik kod Korçë u Albaniji, prokopan je kanal na albanskoj strani do rijeke Devol za navodnjavanje polja kod Korçë. Kao rezultat toga, danas je južni dio jezera prilično zagađen erozivnim materijalom koji nanosi rijeka Devol, i sav je obrastao u trsku. 
Vode iz Male Prespe većinom otiču preko kanala u Prespansko jezero, a odatle podzemnim kanalima u Ohridsko jezero, tako da se vode Male Prespe obnavljaju svake 3,4 godine.

## Flora i fauna
Mala Prespa zajedno s Prespanskim jezerom formira jedinstveni ekosistem. Uz jezera i okolna blata žive vidre (Lutra lutra) dvije vrsti kornjača, 9 vrsti guštera i 10 vrsti zmija. Jezero nema puno vrsti riba, ali ima puno zooplaktona.
Mala Prespa je jedno od najvažnijih staništa za gnježdenje pelikana, od običnih (Pelecanus onocrotalus) do bjeloglavih (Pelecanus crispus). Danas u Parku prirode Prespa živi 1000 parova bjeloglavih pelikana, što je najveći broj u Europi.

## Vanjske poveznice
|  | Zajednički poslužitelj ima još gradiva o temi Mala Prespa |

- Prekogranični park prirode Prespa  Arhivirana inačica izvorne stranice od 30. ožujka 2009. (Wayback Machine) (engl.)